# 문학관
문학관(文學館)은 문학과 관련된 전시물을 전문으로 하는 박물관이다. 